# 出光美術館
出光美術館（いでみつびじゅつかん）は、東京都千代田区丸の内及び福岡県北九州市門司区の門司港レトロ地区にある、東洋古美術を中心とした美術館である。運営は、東京の「出光美術館」が公益財団法人出光美術館、門司の「出光美術館（門司）」が公益財団法人出光佐三記念美術館。

## 概要
出光佐三のコレクションの一部は、佐三の没後、海外流出の憂き目にあっている。数多いコレクションの中から、2003年5月にセザンヌの自画像『ポール・セザンヌの肖像』がニューヨークのオークション会社にて競売され、ラスベガスのカジノ経営者に、約20億5000万円の価格で落札された。この売却は、出光興産の株式上場をにらんだ資産圧縮のために2001年に約145億円分の美術品を売却処分したうちの一点である。
出光興産一社提供番組である「題名のない音楽会」内で放送されている出光美術館のCMは、東京を含む関東広域圏を放送エリアとするテレビ朝日・テレビ朝日の放送をそのまま放送しているBS朝日（丸の内）と、北九州市近郊を放送エリアとする九州朝日放送・山口朝日放送（門司）のみで1985年頃から2017年3月まで放送されていた（それ以外の地域では出光グループの企業CMを放送している）。大阪分館の閉館前までは朝日放送でも放送されていた。なお、福岡時代は九州朝日放送のみであったが、門司に移転するのを機に山口朝日放送でも新たに放送を開始した。門司分館が福岡県北九州市と山口県旧下関市で構成される関門都市圏に所在することによるものである。
出光興産と昭和シェル石油の経営統合により、「出光」の髭文字マークは出光美術館のみで使用されている。

## 施設

### 東京の出光美術館
出光興産創業者である実業家・出光佐三が長年に亘り収集した美術品を展示するため、1966年（昭和41年）に開館した。帝国劇場、ならびに出光興産と関連会社の本社が入居する帝劇ビル の9階にあり、館内のロビーからは隣接する皇居外苑が一望できる。収集品は日本・東洋の古美術が中心で、日本や中国の絵画、書跡、陶磁などが系統的に収集されている。特色あるコレクションとしては唐津焼、仙厓義梵の書画1000点超 などがある。また、ジョルジュ・ルオー、サム・フランシスなどの西洋近現代美術の収集もある。開館後も収集を継続しており、1983年には国宝の『伴大納言絵巻』を購入、2019年には若冲の『鳥獣花木図屏風』や応挙の『虎図』などを含むプライスコレクションの一部190点を、山口桂が統括したクリスティーズのプライベートセールを仲介して購入した。
館内は2年かけて2007年に全面改装され、通常の展示室の他に茶室朝夕菴（ちょうせきあん）、陶片資料室、ルオーとムンク専用の展示室がある。陶片資料室は1966年の開館時に陶磁器研究家小山富士夫によって設けられ、世界各地の窯跡から発掘された陶磁器の破片が系統的に展示されている。
2022年9月27日、帝劇ビルと、隣接する国際ビルヂング（三菱地所・日本倶楽部所有）の一体的な再開発計画が公表された。2025年をめどに一時閉館し、再開発後の建物に入居する計画となっている。

### 出光美術館（門司）
出光美術館は、一時は大阪市と福岡市中央区大名の出光興産福岡支店2階にも分館を設けていた。しかし、福岡分館は出光のガソリンスタンドの真上のフロアにあったため、消防法の制約により国宝や重要文化財の展示はできなかった。
2000年（平成12年）4月に、出光興産創業の地である北九州市の要請を受け、門司港レトロ地区の大正期に建てられた出光の倉庫跡を改装し、福岡分館（福岡出光美術館）を移転する形で開館した。なお、福岡分館は2000年3月26日で閉館の後、福岡支店の移転により取り壊され、現在はシティホテルになっている。大阪分館は2003年3月23日で閉館された。
2005年に部分改修を行ったが、2015年3月29日に一時閉館し 耐震化や展示スペース拡張などの全面改装を実施。鉄筋3階建てとなって2016年10月28日にリニューアルオープンした。休館中は、一部展示品と特別展を北九州市旧大阪商船2階に移設し、仮営業を行っていた。
隣接して、創業者である出光佐三の生涯を紹介する「出光創業史料館」が併設されており、出光興産本社にあった当時の執務室が移築・再現されているほか、歴代の出光の看板・商標などが展示されている。

### その他
その他関連施設としては、東京都三鷹市に中近東文化センター、東京都目黒区青葉台の出光佐三旧邸跡に出光文化福祉財団がある。

## 出光佐三の収集
出光佐三の美術品収集は、江戸時代の禅僧・仙厓義梵の書画から始まった。出光佐三は19歳の時、郷里福岡でたまたま訪れた古美術品売り立て会場で仙厓の「指月布袋画賛」（しげつほていがさん）に出会い、父親に頼んでこの作品を購入した。月を指差す布袋を軽妙なタッチで描いたこの作品は、現在も出光美術館の代表的な所蔵品の一つとなっている。以後、約千点にも及ぶ仙涯作品を収集するが、出光が仙涯は普門円通禅師という高名な禅僧だと知るのはずっと後のことで、当時はただ好きで集めたという。出光は、第二次大戦以前には、個人的に交友のあった小杉放菴（洋画家）、板谷波山（いたやはざん、陶芸家）などの作品の収集のほか、大分出身の文人画家・田能村竹田（たのむらちくでん）の作品、九州を代表する陶芸の一つである唐津焼などを収集していた。第二次大戦以後は収集の幅も広がり、東洋の古美術のみならず、フランスのフォーヴィスムの画家・ジョルジュ・ルオーや、抽象絵画のサム・フランシスの絵画もコレクションに加えられた。
1966年（昭和41年）に出光美術館が開館し、1972年（昭和47年）には財団法人化された。出光美術館では館蔵品の展示のほか、「アンドレ・マルローと永遠の日本」展、「宗像・沖ノ島」展などの特別展を積極的に開催してきた。出光の収集は19歳の時から没年まで70年以上にわたって続けられた。出光が没年の1981年に入手した最後の収集品は、19歳の時に最初に入手したのと同じ仙厓の作品である『双鶴画賛』であった。この絵には「鶴は千年、亀は万年、我は天年」という賛が書き込まれており、当時95歳の出光はこの作品を最後まで座右に置いていたという。

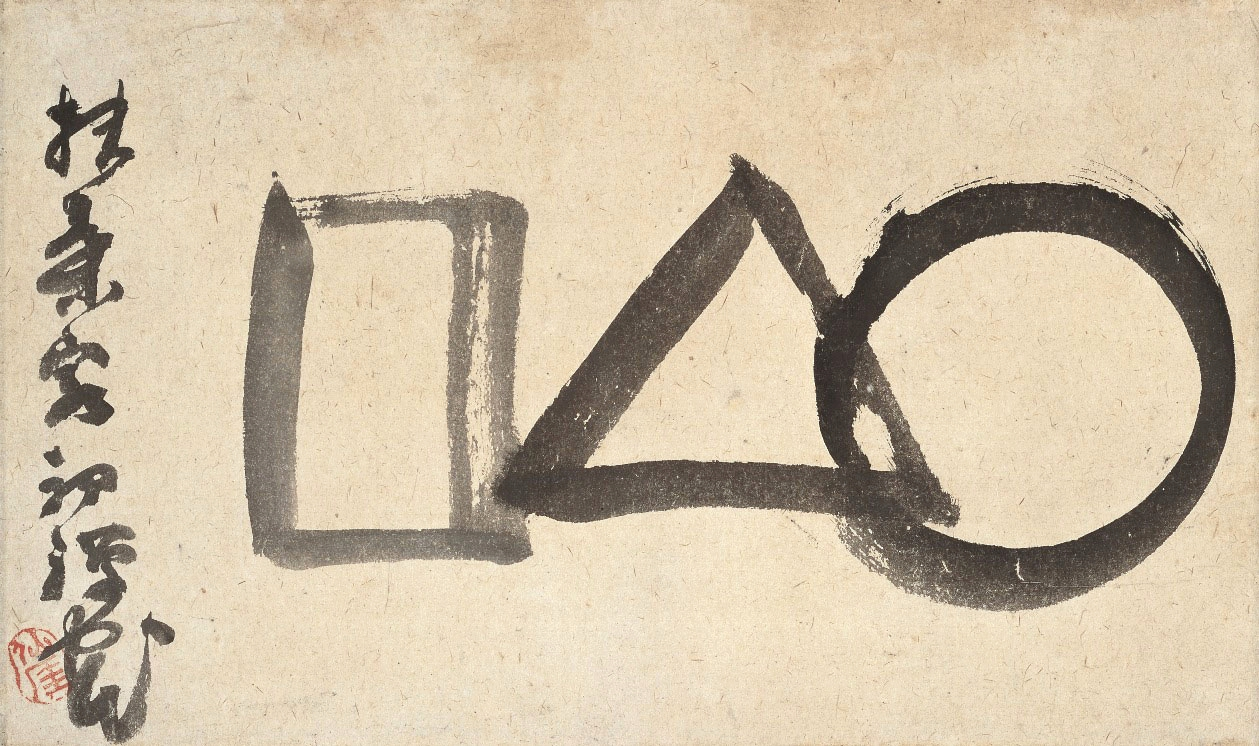
仙厓 ○△□図（款：扶桑最初禅窟）
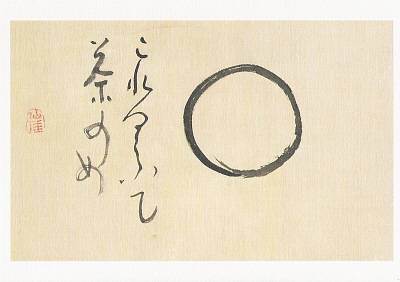
仙厓 一円相画賛（賛：これくふて茶のめ）

## 指定文化財
収蔵件数は約1万件であり、国宝2件、重要文化財57件が含まれている。

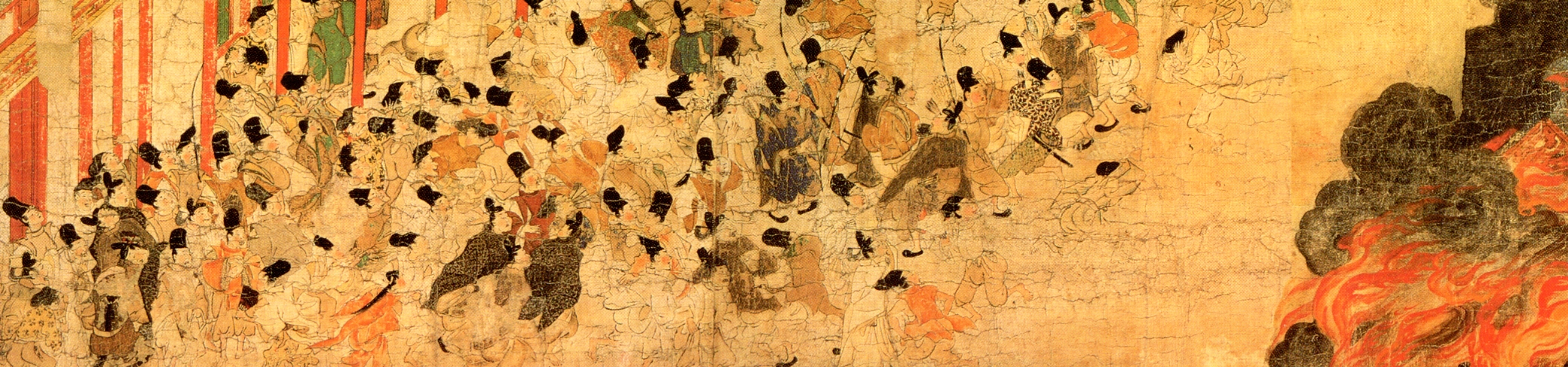
伴大納言絵巻 出光美術館蔵（上巻（部分）、応天門炎上の場面）

- 伴大納言絵詞

国宝。紙本著色、巻子装、3巻。平安時代（12世紀後半）。「源氏物語絵巻」「信貴山縁起」「鳥獣人物戯画」などとともに日本の絵巻物の代表作に数えられる。国宝指定名称は「紙本著色伴大納言絵詞」（ばんだいなごんえことば / とものだいなごんえことば）だが、「伴大納言絵巻」とも称される。貞観8年（866年）に発生した歴史上の事件である応天門の変を題材にした説話絵巻である。本絵巻は上・中・下の3巻からなり、上巻の詞書を欠くが、中・下巻の詞書は『宇治拾遺物語』所収の「伴大納言応天門を焼く事」と内容を等しくし、上巻の内容も『宇治拾遺』から推測できる。『宇治拾遺』の成立は本絵巻より後の13世紀であるところから、『宇治拾遺』と本絵巻の詞書とには共通の祖本の存在が想定される。応天門の変については『日本三代実録』にも記載されるが、『宇治拾遺』や本絵巻詞書のストーリーとは細部に相違点がある。本絵巻では上巻の応天門炎上の場面、中巻の子供の喧嘩（これが事件の真相発覚のきっかけとなった）の場面、下巻の伴大納言邸の場面などが著名である。上巻の応天門炎上の場面は、連続する長大な画面を構成可能な絵巻物の特性を生かし、夜空に巻き起こる炎、それを眺め、あるいはふりかかる火の子を避けようとする貴族や庶民の群衆表現、検非違使の甲冑の表現などが圧巻である。制作事情については正確なことは不明だが、後白河法皇の求めにより、絵を宮廷絵師常盤光長が描き、詞を藤原教長が書いたとするのが通説である。本絵巻は中世には若狭国松永庄の新八幡宮にあり、後に若狭小浜藩主酒井家の有となった。
- 手鑑「見ぬ世の友」

国宝。古筆手鑑（こひつてかがみ）の代表例の一。日本書道史における「古筆」とは、和歌集の写本など、おもに平安・鎌倉時代を中心とした和様の筆跡を指す。本来、巻子本や冊子本として制作された写本を、後世鑑賞のために一葉ずつ、あるいは数行ずつに切り離したものを古筆切（こひつぎれ）と称し、古筆切を多数集めてアルバム状の折帖に貼り込んだものを古筆手鑑という。手鑑はもともと古筆家（代々古筆の鑑定を家業とする家）の鑑定用手控えとして作成されたものだが、後に鑑賞用にも作られるようになった。「見ぬ世の友」と題された本品は京都国立博物館蔵の「藻塩草」、MOA美術館蔵の「翰墨城」などと並ぶ手鑑の優品である。名称は『徒然草』13段の「ひとり灯のもとに文をひろげて、見ぬ世の人を友とするぞ、こよなうなぐさむわざなる」による。収録する古筆切は計229葉で、奈良時代の「大聖武」（「賢愚経」巻二断簡）を筆頭に、「通切」（とおしぎれ、古今和歌集巻第十七断簡、平安時代）、「鎌倉切」（桂本万葉集巻第四断簡、平安時代）などを含む。若狭酒井家伝来。
- 江戸名所風俗図

重要文化財（2015年度指定）。紙本金地著色、八曲屏風一双、別名「江戸名所図屏風」。明暦の大火以前の江戸を描いた珍しい屏風絵のうちの1点。代表的な江戸図である「江戸図屏風」（国立歴史民俗博物館蔵）に比べ、江戸の繁栄をより庶民的・卑俗的に描き出している。右隻第二扇目上部の不忍池にペリカンが描かれており、これは日本でペリカンが描かれた最古の作例だと考えられる。注文主については、図中に描かれた唯一の大名屋敷が越前松平家の屋敷とおぼしき事からその関係人物からとする説 と、画中での中心的な主題は左隻第一・二扇目に描かられた向井将監邸であることから向井正俊の願望を描いたとする説 がある。絵師は画風から岩佐又兵衛から影響を受けた町絵師で、「阿国歌舞伎草紙」（大和文華館蔵）、「江戸名所遊楽図屏風」（細見美術館蔵）、「厳島遊楽図屏風」（個人蔵）、「村松物語絵巻」（チェスター・ビーティー・ライブラリーと海の見える杜美術館に分蔵）などの類品が指摘されている。

### 国宝
- 伴大納言絵詞 紙本著色 3巻（解説は既出）
- 手鑑「見ぬ世の友」 2帖（解説は既出）[17]

### 重要文化財
- 仏教絵画
  - 十王図 絹本著色 2幅

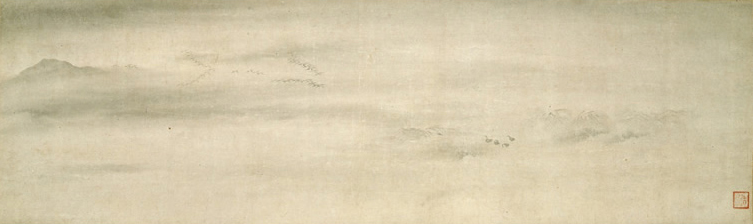
伝牧谿 平沙落雁図（重要文化財）

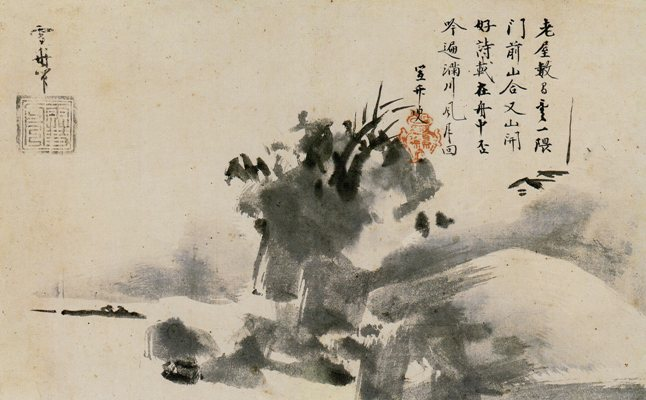
雪舟 破墨山水図　景徐周麟賛

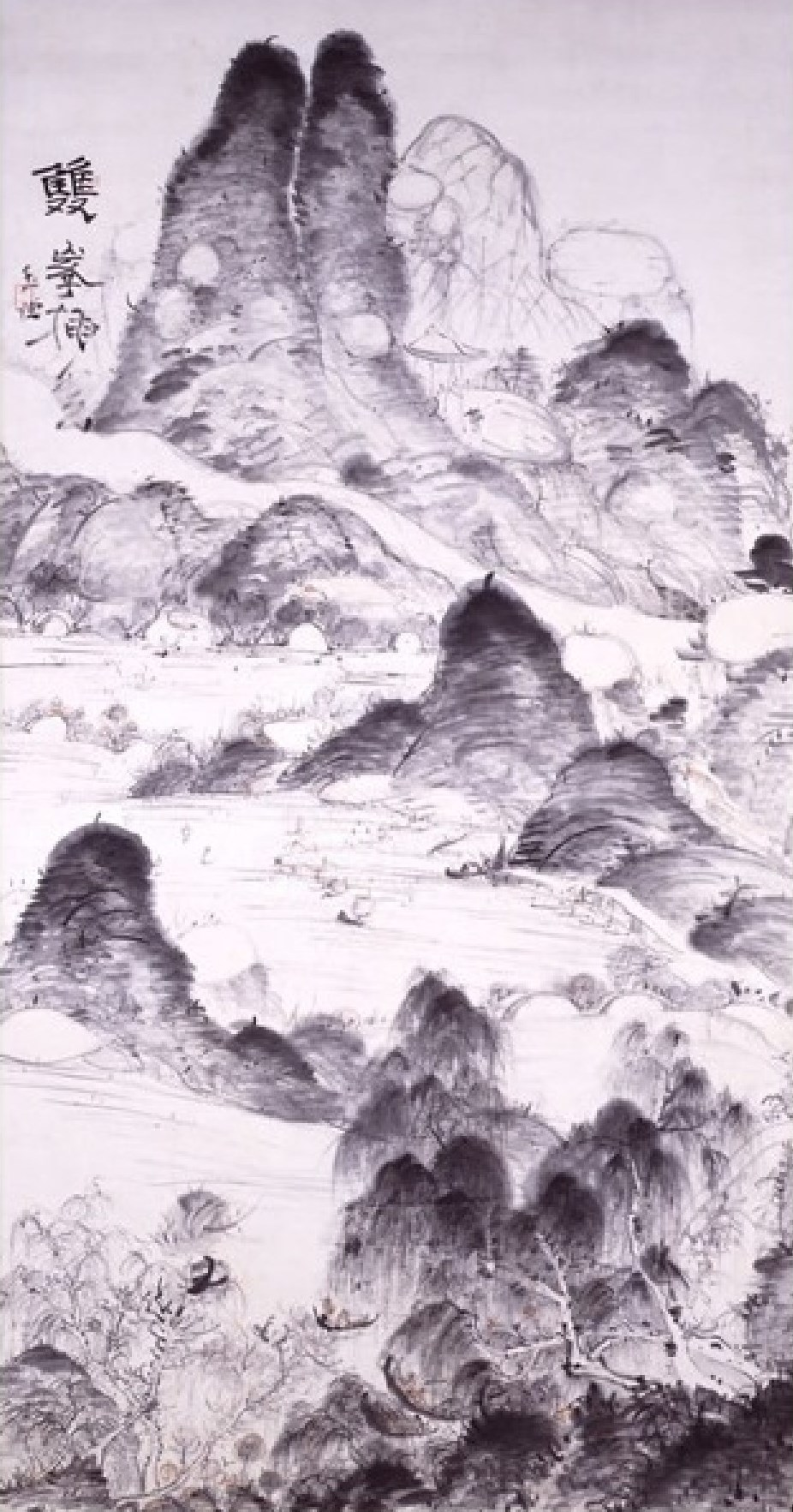
浦上玉堂 双峰挿雲図（重要文化財）

  - 真言八祖行状図 絹本著色 8幅[18] 奈良・内山永久寺旧障子絵と推定
- 大和絵
  - 絵因果経 巻第三上 紙本著色
  - 直幹申文絵詞 紙本著色
  - 柿本人麿像 紙本著色（佐竹本三十六歌仙切）
  - 僧正遍照像 紙本著色（佐竹本三十六歌仙切）
  - 扇面法華経冊子残欠 著色絵料紙墨書
  - 四季花木図 紙本著色 六曲屏風
  - 日月四季花鳥図 紙本著色 六曲屏風[19]
- 水墨画
  - 花鳥図 能阿弥筆 応仁三年三月七十三歳の款記がある 紙本墨画 四曲屏風
- 文人画
  - 十二月離合山水図 池大雅筆 紙本淡彩 六曲屏風
  - 山水図 与謝蕪村筆 宝暦十三年四月の年記がある 紙本淡彩 六曲屏風
  - 梅花書屋図 田能村竹田筆 天保三年の年記がある 紙本著色
  - 双峰挿雲図 浦上玉堂筆 紙本墨画
  - 籠煙惹滋図（ろうえんじゃくじず）浦上玉堂筆 紙本墨画
- 近世絵画諸派
  - 江戸名所風俗図 紙本金地著色 八曲屏風（解説は既出）[19]
  - 祇園祭礼図 紙本金地著色 六曲屏風
  - 西行法師行状絵詞（毛利家本）巻第一、第二、第四 紙本著色 絵俵屋宗達筆、詞烏丸光広[注釈 3]
  - 野々宮図 岩佐勝以筆 紙本墨画淡彩[21][22]
  - 戸山山荘図（紙本淡彩）・青山園荘図（紙本墨画）谷文晁筆 2帖
  - 更衣美人図 喜多川歌麿筆 絹本著色
  - 四季日待図 英一蝶筆 紙本著色[23]
- 渡来画
  - 漁釣図 徐祚筆 絹本著色
  - 山市晴嵐図 玉澗筆 自賛 紙本墨画
  - 平沙落雁図 伝牧谿筆 「道有」の印あり 紙本墨画
- 日本陶磁
  - 金銀藍絵松樹文蓋物 尾形乾山作
  - 色絵花鳥文八角大壺 伊万里
  - 色絵鳳凰文壺 仁清作
  - 色絵罌粟文（けしもん）茶壺 仁清作
  - 絵唐津柿文三耳壺[24]
  - 絵唐津芦文壺[25]
  - 赤楽兎文香合 本阿弥光悦作[26]
- 中国陶磁
  - 青磁下蕪花生（せいじしもかぶらはないけ）
  - 青磁袴腰香炉 （せいじはかまごしこうろ）
- その他工芸
  - 金銅蓮唐草文透彫経箱
  - 柏木菟（かしわみみずく）蒔絵料紙箱及春日野蒔絵硯箱 小川破笠作[27]
  - 太刀 銘国村
  - 楼閣人物螺鈿食籠（ろうかくじんぶつらでんじきろう）中国・元）
- 古筆・典籍類
  - 継色紙（むめのかの）
  - 古今和歌集巻第一断簡（高野切）（寛平の）
  - 中務集
  - 定頼集 藤原定家筆
  - 伏見天皇宸翰御歌集（五十六首）
  - 禅院額字 選仏場
  - 理趣経種子曼荼羅 保安3年（1122年）勝覚奥書
  - 倭漢朗詠抄 巻下
  - 古文孝経（金沢文庫本）
- 書状類
  - 虎関師錬筆消息（六月十八日 檀渓心涼宛）
  - 後光厳院宸翰御消息（七月廿九日）
  - 後小松天皇宸翰御消息（七月廿五日）
  - 光厳院宸翰御消息（十一月五日）
  - 陽光院御筆消息（七十三通）3巻
  - 藤原定家筆消息（九月十日）
  - 明恵上人筆消息
- 墨蹟
  - 大燈国師墨蹟 偈語（興作）
  - 大燈国師墨蹟 偈語（夏日）
- 考古資料
  - 壺形土器（弥生時代）千葉県富津市金谷字御代袋出土

典拠：2000年（平成12年）までの指定物件については、『国宝・重要文化財大全 別巻』（所有者別総合目録・名称総索引・統計資料）（毎日新聞社、2000）による。